# Benimuslem
Benimuslem é um município da Espanha, na província de Valência, Comunidade Valenciana. Tem 4,2 km² de área e em 2021 tinha 653 habitantes (densidade: 155,5 hab./km²). Pertence à comarca da Ribera Alta e limita com os municípios de Alberic, Alzira e Carcaixent.